# Luciano Lupi
Giuseppe Luciano Lupi (Sestri Ponente, 29 gennaio 1923 – 11 maggio 2002) è stato un calciatore e allenatore di calcio italiano, attivo come mediano negli anni quaranta e cinquanta.

## Carriera

### Calciatore
Lupi esordì in Serie A il 31 gennaio 1943, nella sconfitta esterna per 4-1 del Genova 1893 contro il Venezia.
I liguri chiusero la stagione al quinto posto.
Dopo un breve passaggio al Rapallo Ruentes, Lupi ha legato il suo nome alle migliori stagioni del Legnano, negli anni dell'immediato secondo dopoguerra. Milita infatti nella compagine lombarda per 11 stagioni ottenendo 2 promozioni in  massima serie (nel 1950-51 e nel 1952-53, e disputando due stagioni in A, entrambe concluse dalla squadra lilla all'ultimo posto.
Con 66 apparizioni in Serie A, è il giocatore lilla più presente in massima serie: ha inoltre collezionato 251 presenze e 7 reti in Serie B
Ha concluso l'avventura nei lilla al termine della stagione 1956-57, l'ultimo finora disputato dai lombardi fra i cadetti.
Chiuse la carriera agonistica in Liguria, alla Sestrese, retrocedendo nel Campionato Nazionale Dilettanti al termine della stagione 1957-1958.

### Allenatore
Cessata l'attività agonistica ha intrapreso quella di allenatore, guidando fra l'altro il Saronno e il Legnano (in serie C), ma anche i rivali della Pro Patria ed il Catanzaro in Serie B.